# Ernesto Farías
Ernesto Antonio Farías (* 29. Mai 1980 in Trenque Lauquen, Provinz Buenos Aires) ist ein ehemaliger argentinischer Fußballspieler und aktiver Fußballtrainer.

## Karriere

### Verein
Der Stürmer begann seine Profikarriere 1998 beim argentinischen Club Estudiantes de La Plata, aus dessen Jugendmannschaft er auch gekommen war. Trotz namhafter Konkurrenz wie Luciano Galletti oder Bernardo Romeo konnte sich der junge Ernesto Farías von Beginn an durchsetzen und behauptete einen Platz als Stammspieler. Estudiantes spielte zu dieser Zeit immer im gesicherten Mittelfeld der argentinischen Primera División. Doch Farías und sein damaliger Sturmkollege Mariano Pavone schafften es immer wieder mit zahlreichen Toren auf sich aufmerksam zu machen. In der Apertura der Saison 2003/04 war der Stürmer mit 12 Toren dann bester Torschütze. Im Team spielte damals u. a. auch der spätere Bayern-Spieler José Ernesto Sosa. 2004 wechselte er zur US Palermo nach Italien, die zuvor in die erste italienische Liga aufgestiegen waren. Palermo sollte eines der erfolgreichsten Jahre der Vereinsgeschichte erleben, doch Ernesto Farías konnte nur wenig zu diesem Erfolg beisteuern. Im Schatten von Luca Toni kam der Argentinier auf nur 13 Kurzeinsätze, in denen er kein Tor erzielen konnte.
Noch im Januar 2005 kehrte Farías deshalb zurück in seine Heimat Argentinien. Bei River Plate sollte er den nach Moskau abgewanderten Fernando Cavenaghi als Torjäger ersetzen – und dies gelang. Ernesto Farías erwies sich als ebenbürtiger Ersatz und schoss wieder Tore wie zu seiner Zeit bei Estudiantes. In der Clausura der Saison 2005/06 verpasste er den erneuten Titel für den besten Torschützen nur knapp. Lediglich Gonzalo Vargas konnte einen Treffer mehr erzielen als Farías. Durch die erneut guten Leistungen in seiner Heimat wurden auch wieder europäische Vereine auf den Stürmer aufmerksam. Im Juli 2007 unterschrieb der Argentinier einen Vierjahresvertrag bei dem portugiesischen Verein FC Porto, der ihn für vier Millionen Euro Ablöse gekauft hatte. Nach etwas zähem Beginn kam Farías in der Rückrunde der Saison 2007/08 dann öfter zum Einsatz und spielte an der Seite von Lisandro López. Bereits in seiner ersten Saison wurde er mit seiner neuen Mannschaft Meister. Mit Hulk verpflichtete der FC Porto zwar einen weiteren Stürmer, doch Farías erreichte mit 10 Toren in 20 Spielen auch in der Saison 2008/09 eine gute Quote. Am Ende verteidigte Porto seinen Meistertitel und gewann zusätzlich den nationalen Pokal und den Super-Cup. In seiner letzten Saison bei den Portugiesen gewann der Stürmer nochmals die beiden nationalen Pokale mit seinem Team. Im Sturm war jedoch sein Kollege Falcao am effektivsten und stellte mit allein 25 Ligatoren in 28 Spielen alle anderen Stürmer des FC Porto in den Schatten.
Im Juli 2010 wechselte Ernesto Farías nach Brasilien zu Cruzeiro Belo Horizonte. Es folgte eine Leihstation in Argentinien bei CA Independiente.
Zur Apertura 2014 wechselte er zum amtierenden uruguayischen Meister Danubio FC. In der Saison 2014/15 wurde er in sieben Erstligaspielen (ein Tor) und einer Partie (ein Tor) der Copa Sudamericana 2014 eingesetzt.
Anfang Februar 2015 wechselte Farías in die zweite kolumbianische Liga zum Traditionsverein América de Cali. Im Folgejahr konnte Farías mit América die Categoría Primera B 2016 gewinnen (30 Spiele, 13 Tore) und den Aufstieg in die Categoría Primera A feiern. Hier beendete er am Ende der Saison 2017 seine aktive Laufbahn.

### Nationalmannschaft
Farías nahm 1997 mit der argentinischen U-17-Auswahl an der U-17-Weltmeisterschaft in Ägypten teil. Zwei Jahre später gehörte er zum siegreichen Aufgebot bei der U-20-Fußball-Südamerikameisterschaft und kam auch bei der anschließenden Junioren-WM 1999 zum Einsatz. In der argentinischen A-Nationalmannschaft spielte er bisher lediglich einmal bei der Qualifikation für die Fußball-Weltmeisterschaft 2006 in Deutschland. Bei diesem Einsatz verlor sein Team gegen Paraguay mit 0:1.

## Erfolge
Nationalmannschaft
- U-20-Südamerikameister: 1999

FC Porto
- Portugiesischer Fußballmeister: 2008, 2009
- Portugiesischer Pokalsieger: 2009, 2010
- Portugiesischer Super-Cup-Sieger: 2009, 2010

Cruzeiro
- Staatsmeisterschaft von Minas Gerais: 2011

América
- Categoría Primera B: 2016

## Auszeichnungen
- Torschützenkönig der Primera División 2003/04